# キューティーハニー テレビオリジナルBGMコレクション
『キューティーハニー テレビオリジナルBGMコレクション』は、テレビアニメ『キューティーハニー』の「ANIMEX 1200」シリーズ完全限定生産盤サウンドトラック。2003年9月25日にコロムビアミュージックエンタテインメントより発売された。、1982年発売された同名アルバムの再販版であり、全曲デジタルリマスター音源となっている。全11曲。

## 概要
渡辺岳夫が手がけたTVアニメ『キューティーハニー』のBGMを収録している。各トラックは場面の状況に沿ったメドレー形式となっており、1トラックに複数の曲が収められている。その他、オープニングテーマ「キューティーハニー」とエンディングテーマ「夜霧のハニー」のTVサイズも収録している。

## 曲目リスト
1. キューティーハニー（TV用唄入り） [1:34]
2. 聖チャペル学園 [4:33]
聖なる鐘の音
学園生活
ハニー脱走 〜ヒストラーのテーマ〜
脱出成功
3. パンサークロー（豹の爪） [6:40]
女性改造人間 ～アマゾネス～
パンサークローの毒牙
秘密工作員
豹の爪は宝石がお好き
4. 如月ハニーの秘密 [4:45]
不安 〜如月博士の死〜
悲しきアンドロイド 〜空中元素固定装置〜
苦悩
戦いへの決意
5. 見よ!ハニーの七変化 [5:07]
せまりくる黒い影
ハリケーンハニー登場
ダンシング!ミスティハニー
苦戦!!フラッシュハニー
キューティーハニーのテーマ
6. フラッシュ・ブリッジ [1:58] 
ブリッジⅠ
ブリッジⅡ
ブリッジⅢ
ブリッジⅣ
ブリッジⅤ
ブリッジⅥ
ブリッジⅦ
7. 早見一家ここにあり [5:07]
ハニーちゃんやーい!
武芸百般早見団兵衛
愛の戦士?早見順平
ハニーと青児
8. ファッショナブル・ハニー [6:05] 
ドレスアップ
ダンディに街を…
ハニーの休日
ハニーのためいき
9. 決戦〜シルバー・フルーレ〜 [6:09]
敵役登場
黒き呪いがハニーを狙う
格闘
追跡
ハニー・フラッシュ!
愛の戦士・キューティーハニー
10. つかの間のハッビーエンド? [3:26]
平和〜戦士の休息
ハッピーエンド
パンサー・ゾラ 〜新たなる敵〜
ハニー・フラッシュ!
11. 夜霧のハニー（TV用唄入り） [2:42]